# Liste der Straßen, Plätze und Brücken in Hamburg-Uhlenhorst

Lage von Hamburg-Uhlenhorst in Hamburg und im Bezirk Hamburg-Nord (hellrot)

Die Liste der Straßen, Plätze und Brücken in Hamburg-Uhlenhorst ist eine Übersicht der im Hamburger Stadtteil Uhlenhorst vorhandenen Straßen, Plätze und Brücken. Sie ist Teil der Liste der Verkehrsflächen in Hamburg.

## Überblick
In Uhlenhorst (Ortsteilnummern 414 bis 415) leben 19254 Einwohner (Stand: 31. Dezember 2023) auf 2,2 km². Uhlenhorst liegt in den Postleitzahlenbereichen 22081, 22085 und 22087.
In Uhlenhorst gibt es 77 benannte Verkehrsflächen, darunter zwei Plätze und 17 Brücken.
Zwei Themengruppen finden sich im Stadtteil:
- Personen, die sich um das in der Averhoffstraße gelegene ehemalige Waisenhaus verdient gemacht haben: Averhoffstraße, Overbeckstraße, Petkumstraße, Schrötteringksweg. Thematisch gehört auch der Waisenstieg dazu.

- Dichter und Schriftsteller (nördlich der Heinrich-Hertz-Straße bzw. östlich des Hofwegs): Arndtstraße, Arndtstraßenbrücke, Grillparzerbrücke, Grillparzerstraße, Gustav-Freytag-Brücke, Gustav-Freytag-Straße, Hans-Henny-Jahnn-Weg, Hauffstraße, Hebbelstraße, Herderstraße, Höltystraße, Schenkendorfstraße, Stolbergstraße, Stormsweg, Voßweg.

## Übersicht der Straßen
Die nachfolgende Tabelle gibt eine Übersicht über alle benannten Verkehrsflächen – Straßen, Plätze und Brücken – im Stadtteil sowie einige dazugehörige Informationen. Im Einzelnen sind dies:
- Name/Lage: aktuelle Bezeichnung der Straße, des Platzes oder der Brücke. Über den Link (Lage) kann die Straße, der Platz oder die Brücke auf verschiedenen Kartendiensten angezeigt werden. Die Geoposition gibt dabei ungefähr die Mitte an. Bei längeren Straßen, die durch zwei oder mehr Stadtteile führen, kann es daher sein, dass die Koordinate in einem anderen Stadtteil liegt.
- Straßenschlüssel: amtlicher Straßenschlüssel, bestehend aus einem Buchstaben (Anfangsbuchstabe der Straße, des Platzes oder der Brücke) und einer dreistelligen Nummer.
- Länge/Maße in Metern:
Hinweis: Die in der Übersicht enthaltenen Längenangaben sind nach mathematischen Regeln auf- oder abgerundete Übersichtswerte, die im Digitalen Atlas Nord[1] mit dem dortigen Maßstab ermittelt wurden. Sie dienen eher Vergleichszwecken und werden, sofern amtliche Werte bekannt sind, ausgetauscht und gesondert gekennzeichnet.
Bei Plätzen sind die Maße in der Form a × b bei rechteckigen Anlagen oder a × b × c bei dreiecksförmigen Anlagen mit a als längster Kante dargestellt.
Der Zusatz (im Stadtteil) gibt an, wie lang die Straße innerhalb des Stadtteils ist, sofern sie durch mehrere Stadtteile verläuft.
- Namensherkunft: Ursprung oder Bezug des Namens.
- Datum der Benennung: Jahr der offiziellen Benennung oder der Ersterwähnung eines Namens, bei Unsicherheiten auch die Angabe eines Zeitraums.
- Anmerkungen: Weitere Informationen bezüglich anliegender Institutionen, der Geschichte der Straße, historischer Bezeichnungen, Baudenkmale usw.
- Bild: Foto der Straße oder eines anliegenden Objektes.

| Name/Lage                        | Straßen- schlüssel | Länge/Maße (in Metern) | Namensherkunft | Datum der Benennung | Anmerkungen | Bild                                                                                               |
| -------------------------------- | ------------------ | ---------------------- | --- | ------------------- | --- | -------------------------------------------------------------------------------------------------- |
| Am Feenteich (Lage)              | A223               | 0170                   | nach dem gleichnamigen künstlich errichteten Wasserbecken | 1948                | | weitere Bilder                                                                                     |
| Am Langenzug (Lage)              | A286               | 0250                   | nach einem Fischzug in der dortigen Alsterbucht, der von den Fischern „Langer Zug“ genannt wurde                                                                                                 | 1850                | | Am Langenzug                                                                                       |
| Arndtstraße (Lage)               | A462               | 0285                   | Ernst Moritz Arndt (1769–1860), Schriftsteller und Historiker | 1860                | | Arndtstraße                                                                                        |
| Arndtstraßenbrücke (Lage)        | –                  | 0015                   | in Anlehnung an die Arndtstraße | 1904                | überquert im Zuge der Arndtstraße den Uhlenhorster Kanal | Arndtstraßenbrücke (HH-Uhlenhorst)                                                                 |
| Auguststraße (Lage)              | A526               | 0315                   | August Abendroth (1796–1867), Unternehmer, Mitbesitzer der Uhlenhorst | 1845                | | Auguststraße                                                                                       |
| Averhoffstraße (Lage)            | A540               | 0595                   | Johann Peter Averhoff (1723–1809), Stiftungsgründer und Unterstützer des Waisenhauses | 1899                | in der Averhoffstraße stand von 1859 bis zur Zerstörung im Zweiten Weltkrieg das erwähnte Waisenhaus | Averhoffstraße                                                                                     |
| Bachstraße (Lage)                | B013               | 0075 (im Stadtteil)    | nach der Osterbek, später vorübergehend dem Komponisten Johann Sebastian Bach (1685–1750) zugeordnet, was nach dem Zweiten Weltkrieg wieder rückgängig gemacht wurde                             | 1860                | nur westliche Straßenhälfte zwischen Bachstraßenbrücke und Kreuzung Hans-Henny-Jahnn-Weg/Osterbekstraße/Weidestraße/Herderstraße in Uhlenhorst, sonst in Barmbek-Süd, Teil der B 5                                             | Bachstraße                                                                                         |
| Bachstraßenbrücke (Lage)         | –                  | 0025 (im Stadtteil)    | in Anlehnung an die Bachstraße | 1904                | westlicher Teil in Uhlenhorst, östlicher Teil der Südhälfte in Barmbek-Süd, nördlicher Teil ab Brückenmitte komplett in Winterhude; Teil der B 5                                                                               | Bachstraßenbrücke                                                                                  |
| Bei der St. Gertrudkirche (Lage) | B186               | 0190                   | nach der Lage am gleichnamigen Gotteshaus | 1913                | | Bei der St. Gertrudkirche                                                                          |
| Birkenau (Lage)                  | B359               | 0305                   | nach dem Birkengebüsch am unteren Lauf der Schürbek, einem ehemaligen Mündungsarm der Eilbek in die Alster                                                                                       | 1872                | | Birkenau                                                                                           |
| Dorothea-Bernstein-Weg (Lage)    | D284               | 0320                   | Dorothea Bernstein (1893–1942), Lehrerin, Opfer des Nationalsozialismus | 2010                | ein ca. 180 m langes Teilstück wurde 2010 zunächst nach dem Geburtshelfer Julius Fressel benannt, im Mai 2014 machte das Bezirksamt Hamburg-Nord die Benennung rückgängig und widmete diesen Teil ebenfalls Dorothea Bernstein | Dorothea-Bernstein-Weg                                                                             |
| Eduard-Rhein-Ufer (Lage)         | E343               | 0100                   | Eduard Rhein (1900–1993), Erfinder, Publizist und Schriftsteller | 2004                | | Eduard-Rhein-Ufer                                                                                  |
| Erlenkamp (Lage)                 | E211               | 0240                   | nach den Erlen am unteren Lauf der Schürbek | 1872                | | Erlenkamp                                                                                          |
| Fährbrücke (Lage)                | –                  | 0015                   | nach der Fährhausstraße, früher Fährstraße | 1960                | überquert den Hofwegkanal im Zuge der Fährhausstraße | Fährbrücke (HH-Uhlenhorst)                                                                         |
| Fährhausstraße (Lage)            | F006               | 0455                   | nach dem früheren Gasthaus „Uhlenhorster Fährhaus“, das im Zweiten Weltkrieg zerstört wurde | 1948                | vor 1948 Fährstraße | weitere Bilder                                                                                     |
| Feenteichbrücke (Lage)           | –                  | 0015                   | nach Lage und Funktion | 1904                | überquert im Zuge der Schönen Aussicht den Feenteich | Feenteichbrücke                                                                                    |
| Finkenau (Lage)                  | B112               | 0440                   | frei gewählter Name, in Anlehnung an die Straßen Birkenau, Ulmenau etc. | 1889                | | Finkenau                                                                                           |
| Frieda-Wieking-Stieg (Lage)      | F351               | 0070                   | Frieda Wieking (1893–1967), Krankenschwester und Gewerkschafterin | 2010                | | Frieda-Wieking-Stieg                                                                               |
| Friedrich-Schütter-Platz (Lage)  | F341               | 0095 × 65              | Friedrich Schütter (1921–1995), Schauspieler und Intendant | 2001                | Schütter gründete 1951 gemeinsam mit Wolfgang Borchert das heutige, an dieser Stelle befindliche Ernst-Deutsch-Theater. | Friedrich-Schütter-Platz                                                                           |
| Grillparzerbrücke (Lage)         | –                  | 0015                   | in Anlehnung an die Grillparzerstraße | 1960                | überquert im Zuge der Straße Am Langenzug den Hofwegkanal | Grillparzerbrücke                                                                                  |
| Grillparzerstraße (Lage)         | G237               | 0385                   | Franz Grillparzer (1791–1872), Schriftsteller | 1948                | vor 1948 Goethestraße | Grillparzerstraße                                                                                  |
| Gustav-Freytag-Brücke (Lage)     | –                  | 0015                   | in Anlehnung an die Gustav-Freytag-Straße | 1904                | überquert im Zuge der Gustav-Freytag-Straße den Hofwegkanal | Gustav-Freytag-Brücke                                                                              |
| Gustav-Freytag-Straße (Lage)     | G343               | 0125                   | Gustav Freytag (1816–1895), Schriftsteller | 1899                | vor 1899 Friedrichstraße | weitere Bilder                                                                                     |
| Hamburger Straße (Lage)          | H075               | 1410                   | nach seiner Bestimmung als nach Hamburg führende Straße | 1862                | Namensgeber des Bahnhofes Hamburger Straße der Linie U 3; südöstlicher Straßenteil zwischen Richardstraße und Kreuzung Lerchenfeld in Uhlenhorst, ansonsten in Barmbek-Süd                                                     | Hamburger Straße                                                                                   |
| Hans-Henny-Jahnn-Weg (Lage)      | H110               | 0515                   | Hans Henny Jahnn (1894–1959), Schriftsteller, Publizist und Orgelbauer | 1966                | bis 1899 Abendrothstraße, danach bis 1966 Teil der in Barmbek-Süd verlaufenden Osterbekstraße | Hans-Henny-Jahnn-Weg                                                                               |
| Hartwicusstraße (Lage)           | H153               | 0515                   | nach dem ältesten, urkundlich bekannten Eigentümer der in der Nähe gelegenen Kuhmühle (Mitte des 13. Jahrhunderts)                                                                               | 1872                | Von Schwanenwik über Mundsburger Damm bis Schürbeker Straße | Hartwicusstraße                                                                                    |
| Hauffstraße (Lage)               | H194               | 00105                  | Wilhelm Hauff (1802–1827), Schriftsteller | 1890                | | Hauffstraße                                                                                        |
| Hebbelstraße (Lage)              | H208               | 0160                   | Friedrich Hebbel (1813–1863), Dramatiker und Lyriker | 1899                | | |
| Heideweg (Lage)                  | H248               | 0205                   | nach den Ausläufern der Barmbeker Rönnheide | 1872                | | Heideweg                                                                                           |
| Heinrich-Hertz-Straße (Lage)     | H299               | 0650 (im Stadtteil)    | Heinrich Hertz (1857–1894), Physiker | 1945                | vor 1899 Bleicherstraße, Kleine Bleicherstraße, Blücherstraße, von 1938 bis 1945 Leipziger Straße; östlich des Winterhuder Wegs in Barmbek-Süd                                                                                 | Heinrich-Hertz-Straße                                                                              |
| Herbert-Weichmann-Brücke (Lage)  | –                  | 0015                   | in Anlehnung an die Herbert-Weichmann-Straße, zuvor Adolphstraßenbrücke | 1985                | überquert im Zuge der Herbert-Weichmann-Straße den Uhlenhorster Kanal; | Herbert-Weichmann-Brücke                                                                           |
| Herbert-Weichmann-Straße (Lage)  | H782               | 1035                   | Herbert Weichmann (1896–1983), SPD-Politiker, von 1965 bis 1971 Erster Bürgermeister Hamburgs | 1985                | bis 1985 Adolphstraße nach dem weiteren Besitzer der Uhlenhorst, dem Hamburger Unternehmer Adolph Jencquel (1792–1855) | weitere Bilder                                                                                     |
| Herderstraße (Lage)              | H360               | 0475                   | Johann Gottfried Herder (1744–1803), Dichter, und Maria Karoline Herder (1750–1809), Lektorin und Biographin                                                                                     | 1865                | östliche Straßenhälfte in Barmbek-Süd; Teil der B 5; zusätzliche Widmung seit 2017 | Herderstraße                                                                                       |
| Hofweg (Lage)                    | H529               | 1235                   | nach dem Zufahrtsweg zum Uhlenhorster Hof | 1845                | | Hofweg                                                                                             |
| Hofwegbrücke (Lage)              | –                  | 0015                   | in Anlehnung an den Hofweg | 1904                | überquert im Zuge des Hofwegs den Uhlenhorster Kanal | Hofwegbrücke                                                                                       |
| Höltystraße (Lage)               | H502               | 135                    | Ludwig Hölty (1748–1776), Dichter | 1899                | bis 1899 Zweite Richterstraße | weitere Bilder                                                                                     |
| Humboldtbrücke (Lage)            | –                  | 0050 (im Stadtteil)    | in Anlehnung an die in Barmbek-Süd verlaufende Humboldtstraße | 1970                | kürzerer nördlicher Teil ab Mitte der Hamburger Straße in Barmbek-Süd | Humboldtbrücke                                                                                     |
| Immenhof (Lage)                  | I062               | 0675                   | nach einem 1608 angelegten Bienenhof, der von 1698 bis 1750 als Gaststätte diente | 1872                | | Immenhof                                                                                           |
| Kanalstraße (Lage)               | K057               | 0490                   | nach der Lage unweit des Uhlenhorster Kanals | 1856                | | Kanalstraße                                                                                        |
| Karlstraße (Lage)                | K082               | 0445                   | Carl Heine (1810–1865), Bankier und Philanthrop, Mitbesitzer der Uhlenhorst | 1845                | | weitere Bilder                                                                                     |
| Karlstraßenbrücke (Lage)         | –                  | 0015                   | in Anlehnung an die Karlstraße | 1904                | überquert im Zuge der Karlstraße den Hofwegkanal | Karlstraßenbrücke                                                                                  |
| Kuhmühlenbrücke (Lage)           | –                  | 0010 (im Stadtteil)    | in Anlehnung an die in Hohenfelde verlaufende Kuhmühle | 1904                | überquert den Kuhmühlenteich in Höhe des Übergangs zum Mundsburger Kanal; südlicher Teil in Hohenfelde | Kuhmühlenbrücke                                                                                    |
| Langenzugbrücke (Lage)           | –                  | 0035 (im Stadtteil)    | nach Lage und Funktion | 1904                | überquert den Langen Zug; nördlicher Teil in Winterhude | Langenzugbrücke                                                                                    |
| Leo-Leistikow-Allee (Lage)       | L395               | 0450                   | Leo Leistikow (1847–1917), Bürgerschaftsabgeordneter, brachte den Antrag auf Errichtung der Frauenklinik Finkenau in die Bürgerschaft ein                                                        | 2010                | | Leo-Leistikow-Allee                                                                                |
| Lerchenfeld (Lage)               | L137               | 0450                   | nach den früher dort vorkommenden Hauben- und Heidelerchen | 1879                | Sitz der Hochschule für bildende Künste Hamburg; Teil der B 5 | |
| Marienterrasse (Lage)            | M052               | 0195                   | Maria Christine Henriette Söllner (1810–1900), Ehefrau des Grundeigentümers C. H. T. Söllner, der die Straße anlegte                                                                             | 1863                | | weitere Bilder                                                                                     |
| Martha-Muchow-Weg (Lage)         | M444               | 0175                   | Martha Muchow (1892–1933), Psychologin, Opfer des Nationalsozialismus | 2010                | | Martha-Muchow-Weg, links die Hochbahnstrecke zwischen den Stationen Hamburger Straße und Mundsburg |
| Mühlenkampbrücke (Lage)          | –                  | 0025 (im Stadtteil)    | nach Lage und Funktion | 1904                | überquert den Osterbekkanal zwischen Hofweg und Mühlenkamp; nördlicher Teil in Winterhude | Mühlenkampbrücke                                                                                   |
| Mundsburger Brücke (Lage)        | –                  | 0010 (im Stadtteil)    | in Anlehnung an den Mundsburger Damm | 1904                | überquert im Zuge des Mundsburger Damms den Mundsburger Kanal; südlicher Teil in Hohenfelde | Mundsburger Brücke                                                                                 |
| Mundsburger Damm (Lage)          | M347               | 0690 (im Stadtteil)    | Johann Hinrich Mundt († 1746), Weinhändler; Mundt baute auf seinem Grundstück, dem Immenhof, ein Landhaus, das „Mundsburg“ genannt wurde                                                         | 1872                | südlicher Teil ab Mundsburger Brücke in Hohenfelde | Mundsburger Damm                                                                                   |
| Oberaltenallee (Lage)            | O005               | 0565 (im Stadtteil)    | nach den Oberalten, die diesen Weg mit Kutschen befahren durften, der ansonsten nur als Fußweg diente                                                                                            | 1862                | nördlicher Teil ab Richardstraße in Barmbek-Süd | Oberaltenallee                                                                                     |
| Osterbekstieg (Lage)             | O133               | 0055                   | nach der Lage unweit des Osterbekkanals | 1954                | | Osterbekstieg                                                                                      |
| Overbeckstraße (Lage)            | O173               | 0220                   | T. Jobst von Overbeck (1580–1653), Gründer des nahe gelegenen, ehemaligen Waisenhauses | 1899                | vor 1899 Kleine Schulstraße | Overbeckstraße                                                                                     |
| Papenhuder Straße (Lage)         | P024               | 0355 (im Stadtteil)    | nach einem Flurnamen | 1872                | südlicher Teil ab Mundsburger Brücke in Hohenfelde | Papenhuder Straße                                                                                  |
| Petkumstraße (Lage)              | P085               | 0225                   | Simon von Petkum († 1620), Förderer und erster Vorsteher des ehemaligen Waisenhauses | 1899                | vor 1899 Heinrichstraße | Petkumstraße                                                                                       |
| Richardstraße (Lage)             | R180               | 0520 (im Stadtteil)    | vermutlich nach Richard Emanuel Bull, dem ältesten Enkel des Grundeigentümers Bartholomew John Bull                                                                                              | 1861                | östliche Straßenhälfte bis Eilbekkanal in Barmbek-Süd, südlicher Teil ab Eilbekkanal in Eilbek | Richardstraße, zu Barmbek-Süd gehörender Teil                                                      |
| Richardstraßenbrücke (Lage)      | –                  | 0025                   | in Anlehnung an die Richardstraße | 1904                | überquert im Zuge der Richardstraße den Eilbekkanal; östliche Brückenseite in Barmbek-Süd | Richardstraßenbrücke                                                                               |
| Richterstraße (Lage)             | R183               | 0225                   | Gustav Richter (1817–1903), Tischlermeister, Bürgerschaftsabgeordneter, wirkte durch gemeinnützige Taten                                                                                         | um 1863             | vor 1899 Erste Richterstraße | weitere Bilder                                                                                     |
| Schenkendorfstraße (Lage)        | S146               | 0290                   | Max von Schenkendorf (1783–1817), Dichter | 1899                | vor 1899 Gärtnerstraße | weitere Bilder                                                                                     |
| Schöne Aussicht (Lage)           | S264               | 1050                   | nach der Lage am Alsterufer | 1899                | von 1845 bis 1899 An der Schönen Aussicht | Schöne Aussicht                                                                                    |
| Schrötteringksweg (Lage)         | S295               | 0225                   | Jürgen Schrötteringk (1551–1631), Kaufmann und Oberalter, übernahm die Kosten für den Bau des Waisenhauses in der Averhoffstraße                                                                 | 1907                | | Schrötteringksweg                                                                                  |
| Schürbeker Bogen (Lage)          | S301               | 0155                   | in Anlehnung an die Schürbeker Straße | 1961                | | Schürbeker Bogen                                                                                   |
| Schürbeker Straße (Lage)         | S302               | 0460                   | nach der Schürbek, einem ehemaligen Mündungsarm der Eilbek in die Alster | um 1866             | | Schürbeker Straße                                                                                  |
| Schwanenwik (Lage)               | S339               | 0330 (im Stadtteil)    | beliebter Aufenthaltsort von Alsterschwänen (Wik = Bucht) | 1872                | südlich der Schwanenwikbrücke in Hohenfelde | Schwanenwik                                                                                        |
| Schwanenwikbrücke (Lage)         | –                  | 0015 (im Stadtteil)    | in Anlehnung an die Straße Schwanenwik | 1904                | überquert im Zuge der Straße Schwanenwik den Mundsburger Kanal | Schwanenwikbrücke                                                                                  |
| Stolbergstraße (Lage)            | S708               | 0135                   | Brüder Christian (1748–1821), Übersetzer und Lyriker, und Friedrich Leopold zu Stolberg-Stolberg (1750–1819), Dichter                                                                            | 1948                | bis 1948 Reuterstraße | Stolbergstraße                                                                                     |
| Stormsweg (Lage)                 | S721               | 0105                   | Theodor Storm (1817–1888), Schriftsteller | 1903                | | Stormsweg                                                                                          |
| Teressa-Platz (Lage)             | T                  | 0040 × 30              | Teressa Scira (*/† 1943), Kind einer polnischen Zwangsarbeiterin; ihr Name steht stellvertretend für alle in der ehemaligen Frauenklinik Finkenau geborenen Kinder damaliger Zwangsarbeiterinnen | 2022                | vormals Emily-Ruete-Platz; die Umbenennung erfolgte, weil Emily Ruete in ihren Memoiren die Sklaverei befürwortet hatte | Teressa-Platz                                                                                      |
| Theresienstieg (Lage)            | T063               | 0295                   | Conradine Therese Abendroth (1805–1874), Ehefrau von August Abendroth, lt. Hanke möglicherweise auch nach deren gemeinsamer Tochter Therese (1830–1860)                                          | 1846                | | Hamburg, Theresienstieg 16, Blutbuche, Stammumfang etwa 4 Meter                                    |
| Uferstraße (Lage)                | U006               | 0530 (im Stadtteil)    | nach der Lage entlang der Nordseite des Eilbekkanals | 1893                | östlicher Teil ab Richardstraße in Barmbek-Süd | Uferstraße                                                                                         |
| Uhlenhorster Weg (Lage)          | U013               | 0555                   | nach der Lage im Stadtteil | 1846                | | Uhlenhorster Weg                                                                                   |
| Ulmenau (Lage)                   | U019               | 0255                   | frei gewählt in Anlehnung an die querende Birkenau | 1910                | | Ulmenau                                                                                            |
| Voßweg (Lage)                    | V126               | 0035                   | Johann Heinrich Voß (1751–1826), Dichter und Übersetzer, und Ernestine Voß (1756–1834), Schriftstellerin und Dichterin                                                                           | 1914                | seit 2022 auch Ernestine Voß gewidmet | |
| Waisenstieg (Lage)               | W018               | 0150                   | nach dem in der Averhoffstraße gelegenen Waisenhaus | 1899                | vor 1899 Schulweg; Fußweg | Waisenstieg                                                                                        |
| Wartenaubrücke (Lage)            | –                  | 0030 (im Stadtteil)    | nach Lage und Funktion | 1904                | überquert den Eilbekkanal zwischen Lerchenfeld und Wartenau; südlicher Teil in Hohenfelde; Teil der B 5 | Wartenaubrücke                                                                                     |
| Winterhuder Weg (Lage)           | W322               | 1260                   | Hamburger Stadtteil Winterhude | 1846                | östliche Straßenhälfte in Barmbek-Süd, ab Herderstraße westlich komplett in Uhlenhorst; südlich der Herderstraße Teil der B 5                                                                                                  | Winterhuder Weg                                                                                    |
| Zimmerstraße (Lage)              | Z031               | 0400                   | Herkunft unbekannt, möglicherweise eine Person, die den Eigentümern der Uhlenhorst nahestand | 1845                | | weitere Bilder                                                                                     |